# Hatchiana osawai
Hatchiana osawai is een keversoort uit de familie soldaatjes (Cantharidae). De wetenschappelijke naam van de soort werd in 1981 gepubliceerd door Takehiko Nakane & Makino in Makino & Nakane.